# 愛の小さな歴史
『愛の小さな歴史』(あいのちいさなれきし)は、2014年劇場公開の日本映画。中川龍太郎監督作品。

## 概要
心に傷を負った父と娘、兄と妹の2組が不器用に家族として再生していく過程を描いた人間ドラマ。第27回東京国際映画祭の"日本映画スプラッシュ"において入選上映された。フランスの映画批評誌カイエ・デュ・シネマ（Cahiers du Cinéma）で「包み隠さず感情に飛び込む映画」と、香港の国際的な映画批評フィルム・ビジネス・アジア(Film Business Asia)に「収束感ある魅力的な物語、日本のインディーズ映画の才能を確信した」と評された。

## あらすじ
ある日、食品配達の仕事をする夏希（中村映里子）のもとを見知らぬ青年（池松壮亮）が訪れ、幼いころに別れたきりの父（光石研）の消息を告げる。彼女はかつて暴力を振るっていた父親の顔を見ようとふと思い立つ。一方、借金の取り立て業が仕事の夏生（沖渡崇史）は、妹（高橋愛実）と顔を合わせるものの……。

## キャスト
- 執行夏希 - 中村映里子
- 芹澤夏生 - 沖渡崇史
- 芹澤夏実 - 中村朝佳
- 敷谷壮 - 池松壮亮
- 執行大悟 - 光石研
- 芹澤明日香 - 高橋愛実
- 二宮冴子 - 池澤あやか
- 倉本英輔 - 小林竜樹

## スタッフ
- 監督・脚本・原作 - 中川龍太郎
- 製作総指揮 - 木ノ内輝
- プロデューサー - 藤村駿
- 制作 - 武笠恭太
- 制作・創舞 - 中村萌乃
- 撮影・編集・照明 - 今野康裕
- 録音・整音 - 石森剛史
- 制作 - Tokyo New Cinema

## 上映
東京で開催された第27回東京国際映画祭（2014年）の日本映画スプラッシュ部門の正式出品作品として上映。クラウドファンディングで全国上映プロジェクトを立ち上げ支援を募り、2015年5月31日に目標金額を突破し達成した。2015年5月9日から渋谷ユーロスペースほかにて公開。